# تشارلز إس. فيرتشايلد
تشارلز إس. فيرتشايلد (بالإنجليزية: Charles Fairchild)‏ هو محامي وشخصية أعمال أمريكي، ولد في 30 أبريل 1842 في كازينوفيا في الولايات المتحدة، وتوفي بنفس المكان في 24 نوفمبر 1924.

## وصلات خارجية
- تشارلز إس. فيرتشايلد على موقع إن إن دي بي (الإنجليزية)